# Maria Theresia Ledóchowska

Maria Theresia Ledóchowska (1902)

Maria Theresia Ledóchowska (* 29. April 1863 in Loosdorf, Niederösterreich; † 6. Juli 1922 in Rom), auch unter den Pseudonymen Alexander Halka und Afrikanus bekannt, war eine katholische Ordensgründerin und Missionarin sowie Publizistin und Verfasserin von Bühnenwerken.

## Leben
Sie kam als Tochter des Grafen Anton Ledóchowski und seiner Gattin Josephine geborene Gräfin von Salis-Zizers zur Welt und wuchs in Niederösterreich auf. Ihr Bruder Wladimir Ledóchowski wurde Generalsuperior der Gesellschaft Jesu; ihre Schwester Maria Ursula Ledóchowska gründete ebenso einen Orden und wurde heiliggesprochen. Ihr Onkel zweiten Grades war Kardinal Mieczysław Halka Ledóchowski. Maria Theresia besuchte die Schule der Englischen Fräulein in St. Pölten. Durch den Verlust eines Großteils des Familienvermögens und die „Entstellung“ ihres Gesichts durch Pockennarben rückte eine standesgemäße Eheschließung in weite Entfernung.
Von 1885 bis 1891 wirkte sie als Hofdame am Hof des Ferdinand IV. von Toskana im Toskanatrakt der Salzburger Altstadt (heute ein Universitätsgebäude) und begleitete die Großherzogin ins Theater und auf weitläufigen Reisen in Europa. In dieser Zeit reift in ihr der Entschluss, für die Befreiung von Sklaven in Afrika tätig zu werden. Ausschlaggebend dafür war 1889 eine Begegnung mit Kardinal Lavigerie, dem Gründer der Weißen Väter und seit 1884 Primas für ganz Afrika. Sie wurde von ihrem Beichtvater, dem Jesuiten Viktor Kolb begleitet.
Als sie sich mit Entschlossenheit auf die Missionsarbeit einstellte, war sie noch am Hof und musste daher als Schriftstellerin einen Künstlernamen verwenden.
An einem Sonntagnachmittag, dem 19. Juli 1891, wurde sie nahe Kalksburg von einem Mann überfallen und erlebte „die schrecklichsten Augenblicke meines Lebens“. Nach lang anhaltendem Schock setzt sie ihren Entschluss fort und begann in einer kleinen Wohnung im Salzburger Stadtteil Riedenburg das Werk, das sich bald über Dutzende von Niederlassungen ausbreiten sollte.
1905 übersiedelte sie nach Rom, um das Generalat der Sodalität zu leiten. Ihre körperlichen Kräfte ließen mehr und mehr nach. Sie starb am 6. Juli 1922; wenige Stunden danach eilte ihr Bruder, Jesuitengeneral Wladimir Ledóchoswki, in das Haus der Schwestern und feierte dort die Hl. Messe. Maria Theresia Ledóchowska wurde auf dem Campo Santo Teutonico beigesetzt. Ihre Nachfolgerin wurde Maria Julia von Falkenhayn (1865–1956), eine Tochter des Franz von Falkenhayn.

## Gründung der Petrus Claver-Sodalität
1888, im Alter von 25 Jahren, trat sie einem kurz zuvor in Salzburg gegründeten interkonfessionellen Antisklaverei Verein bei. 1894 gründete sie selbst eine katholische Vereinigung zur Bekämpfung der Sklaverei in Afrika, die „St. Petrus Claver-Sodalität für die afrikanischen Missionen“, die 1897 vom Vatikan als Ordensgemeinschaft anerkannt wurde. 1910 approbierte Papst Pius X. die Statuten der Vereinigung. Die Mitglieder eröffnete Druckereien zur Verbreitung religiöser Schriften; Maria Theresia verfasste eine Reihe von Dramen über die Sklaverei in Afrika. Die Zeitschrift Echo aus Afrika war ein Schwerpunkt ihres Medienapostolats, wurde zeitweise in neun Sprachen veröffentlicht und erscheint bis heute ohne Unterbrechung seit dem ersten Jahrgang 1889. Nach dem II. Vatikanischen Konzil dehnte ihre Kongregation, heute „Missionsschwestern vom hl. Petrus Claver“ genannt, ihre Tätigkeit auch zugunsten der Evangelisation in anderen Kontinenten aus.

### Die Gründerin zur Sendung der Sodalität
Die Missionshilfsorganisation verstand sie nicht als Organisation zur Sammlung von Spenden für Afrika, sondern als Instrument zur Erweckung eines neuen Bewusstseins unter europäischen Katholiken. Sie schämte sich darüber, dass Protestanten damals mehr spendeten für die Mission als Katholiken, und führte diese Diskrepanz auf ein mangelndes Verständnis der Dringlichkeit von Mission bei Katholiken zurück: „Wir stellen die Propaganda in den Vordergrund, weit vor das Geld.“ In diesem Sinne gründete sie mehrere Zeitschriften, hielt Vorträge, schrieb Theaterstücke und organisierte teils mehrtägige Informationsveranstaltungen, an denen Abertausende teilnahmen, zunächst in Österreich, Deutschland und der Schweiz. Sie wurde gerade für ihre publizistische Tätigkeit vom antiklerikalen Lager scharf angegriffen. Sie habe bei Salzburg „eine Centralstelle der klerikalen Volksverdummung“ eingerichtet, lautete der Vorwurf eines badischen Journalisten im Jahr 1898.

### Echo aus Afrika
Besondere Bekanntheit erlangte das Missionswerk durch die 1889 gegründete Zeitschrift Echo aus Afrika. Die Hefte vermittelten, nicht zuletzt mittels Fotografien, ein Afrikabild an eine österreichische Leserschaft. Die Berichte wurden fast ausschließlich von Europäern verfasst. Der vierte Jahrgang wurde in der Benediktinerzeitschrift Studien und Mitteilungen gelobt, weil es zur „Belebung des Interesses für Afrika gekämpft“ habe. Die Echo-Hefte beinhalteten damals Originalbriefe von Afrikamissionaren, Bücherbesprechungen, Notizen aus und über Afrika, Illustrationen, Spendenübersichten und Leserbriefe. Der dritte Österreichische Katholikentag in Linz hat das Echo 1892 zum „Organ der Afrikabewegung in Oesterreich“ erklärt und zum Abonnement aufgerufen. Der Preis galt als „beispiellos gering“. 1900 berichtete Ledóchowska, dass die Zeitschrift in fünf Sprachen erscheine, und eine Auflage von 25.000 erreicht habe.

### Missionshaus Maria Sorg bei Salzburg
1897 kaufte die Gräfin von den Lieferinger Missionaren ein Gut in Lengfelden bei Salzburg, wo sie das Missionshaus Maria Sorg errichtete. Im Jahr darauf errichtete die Sodalität dort eine Druckerei; dass die Druckkonzession (nach dreimal erfolgtem Ansuchen) an eine Frau verliehen wurde, löste eine erhebliche Kontroverse in Salzburg aus. In einem Leserbrief schrieb Ledóchowska von einem „Haß gegen meine Persönlichkeit, gegen die von mir gegründete Sodalität und gegen unsere Druckerei“. Sie behauptete, dass es sich beim Aufschrei eigentlich um einen Hass auf ein „eminent katholisches, ja apostolisches Unternehmen handelt“.
Sie trat vor Ort für Verbesserungen des Brandschutzes ein. 1912 diente sie als Patin der 1. Fahne der Freiwilligen Feuerwehr Lengfelden, zum 10. Gründungsjubiläum sein; die Funktion war eine Anerkennung ihrer finanziellen Unterstützung der Feuerwehr. Sie lehnte wegen Verpflichtungen in Rom ab.

### Photographie Sammlung
Eine Salzburger Ausstellung des Jahres 2025 brachte die Glasdiasammlung der Ledóchowska wieder ans Licht. Die ausgestellten Exponate aus der Zeit von 1890 bis 1930 waren eine Auswahl von kulturhistorischer und ethnografischer Fotografie, die in Maria Sorg unter Ledóchowskas Führung gesammelt wurde. Die Schwarz-Weiß-Aufnahmen und handkolorierten Bilder dienten als Material für die Lichtbildvorträge der Sodalität. Teilweise wurden sie in Missionszeitschriften veröffentlicht.

## Ruf der Heiligkeit, Beatifikation
1975 wurde sie – gemeinsam mit Arnold Janssen, Josef Freinademetz und Eugen von Mazenod – am Weltmissionssonntag in Rom von Papst Paul VI. seliggesprochen. Ihre Gebeine wurden in eine Kapelle im Generalat der Kongregation übertragen. Ihr Gedenktag ist der 6. Juli.
Maria Theresias Schwester, Maria Ursula Ledóchowska, wurde 2003 heiliggesprochen; ihr Bruder Wladimir Ledóchowski war Ordensgeneral der Jesuiten von 1915 bis 1942. Ein weiterer Bruder war der als „Heiliger General“ bekannte polnische Offizier Ignacy Kazimierz Ledóchowski, der 1945 im Konzentrationslager umkam.
Ledóchowska war Sternkreuzordensdame.
Jährlich vergibt die Erzdiözese Salzburg einen Schülerpreis, der nach ihr benannt ist.

## Schriftstellerische Tätigkeit (in Auswahl)

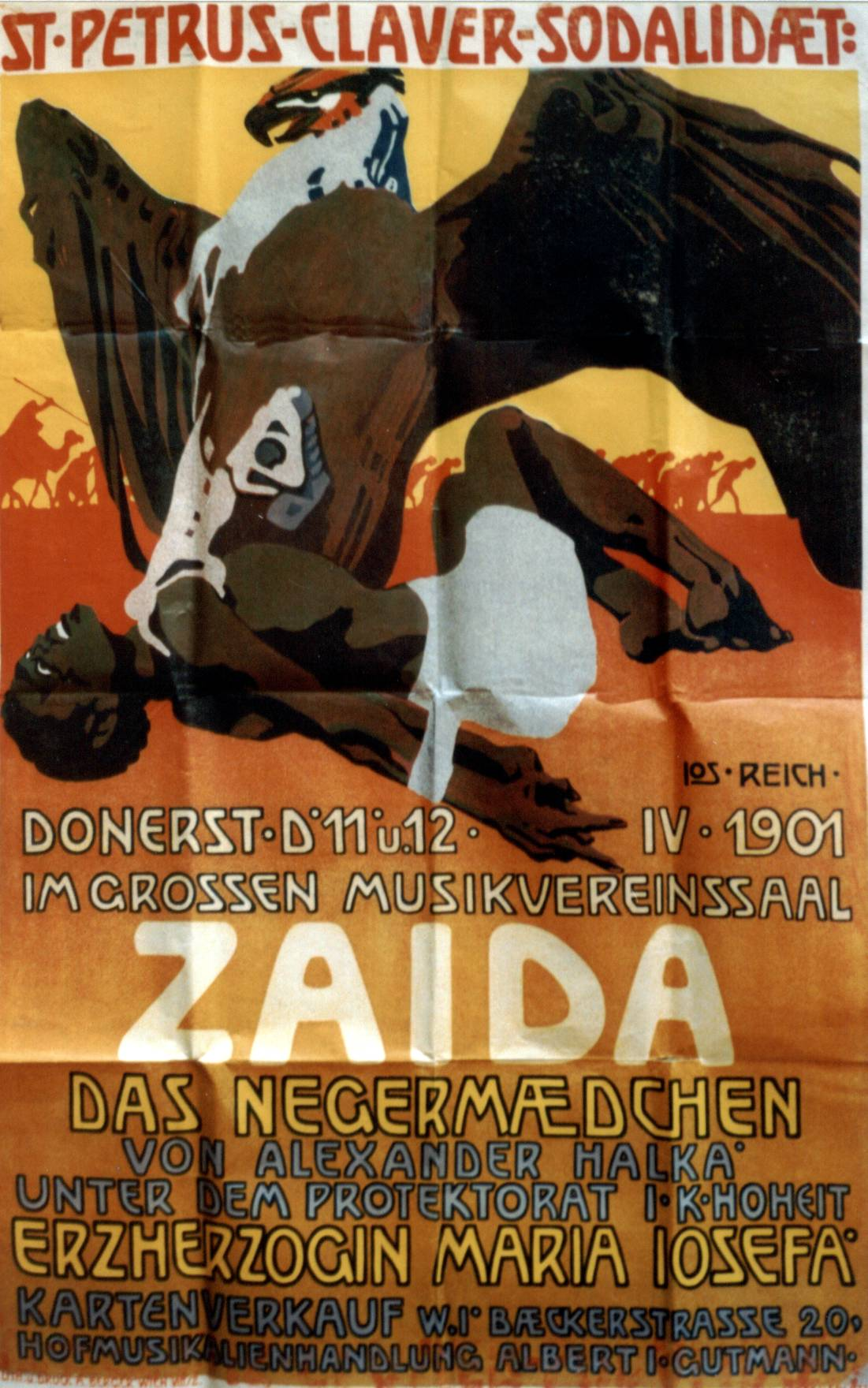
Theaterplakat für eine Zaida-Aufführung in Wien

### Dramatikerin
Laut Helga Kraft hat Ledóchowska mehr als sieben Dramen verfasst, Brewer schreibt von mindestens neun. Teilweise sind sie unter den Pseudonymen Afrikanus oder Halka erfasst.
- Die heilige Odilia (Wien, 1884)
- Zaida, das Negermädchen (Wien, 1889)[25]
- St. Aloysius wacht (Wien, 1891)
- Die Obdachlosen (1901)
- Das Skapulier des Sklaven (Salzburg, 1901; 2. Auflage 1917)
- König Ludwig der Heilige (1906)
- Das Weinkörbchen (Salzburg, 1907)
- Baronesse Mizzi (Salzburg, 1907; 2. Auflage 1908)
- Marias Täubchen – Missionsspiel (Salzburg, 1911)
- Von Hütte zu Hütte (Salzburg, 1912)
- Prinzessin von Uganda (Salzburg, 1912; 2. Auflage 1915)[26]

2023 wurde in der Salzburger Kollegienkirche ein Musik-Tanz-Lesung Performance der Philharmonie Salzburg unter der Leitung von Elisabeth Fuchs aufgeführt.

### Herausgeberin
- Kleine Afrika-Bibliothek (1894–1939)
- Herausgeberin von Echo aus Afrika (1889 ff.)
- Herausgeberin von Das Negerkind – Illustrierte Monatsschrift für Kinder (1912 ff.); später Du und die Mission
- Herausgeberin von Afrika für Christus, später Katholische Missionspropaganda: Monatsblatt zur Weckung und Vertiefung des Missionsgedankens (1914 ff.)